# Luarsab I de Kartli
Luarsab I rei de Kartli del 1534 al 1555, va néixer abans del 1509, i era el fill gran de David X de Kartli. Va succeir a son oncle el 1534/1535. Es va casar amb Thamar filla de Bagrat III d'Imerècia. Els perses, sota el comandament del beglarbeg de Karabagh envaïren Kartli. El rei va morir en la batalla contra els perses kizilbaixis a Garissi el 1558. Encara que les tropes reials anaven manades per l'hereu Simó I de Kartli, el rei Luarsab va morir en un petit combat a la rereguarda.